# 李汝相
李汝相（1545年—？），字希說，號巖賓，山東濟南府臨邑縣人，軍籍，明朝政治人物。

## 生平
隆慶四年（1570年）山東鄉試第五十七名舉人。萬曆八年（1580年）庚辰科會試第三十五名，三甲第六十四名進士。兵部觀政，本年授隴西縣知縣，丁憂歸。十四年复除魏縣知縣，十七年行取，選戶科給事中，十七年升山西按察使司佥事，二十年升河南布政使司左参议。

## 著作
有《李参政诗集》二卷、《李山人谬义》、《掖垣疏草》。

## 家族
曾祖父李銘；祖父李訪；父親李國禎。母崔氏；前母米氏。慈侍下。兄汝梅、汝松、汝樱、汝杜。